# Sita Kumari Rai
Sita Kumari Rai (16 de febrero de 1968) es una deportista nepalí que compitió en taekwondo. Ganó una medalla de bronce en el Campeonato Mundial de Taekwondo de 1987, y tres medallas de bronce en el Campeonato Asiático de Taekwondo entre los años 1988 y 1992.

## Palmarés internacional
| Campeonato Mundial  | Campeonato Mundial     | Campeonato Mundial | Campeonato Mundial |
| Año                 | Lugar                  | Medalla            | Categoría          |
| ------------------- | ---------------------- | ------------------ | ------------------ |
| 1989                | Seúl (Corea del Sur)   | Medalla de bronce  | –43 kg             |
| Campeonato Asiático |                        |                    |                    |
| Año                 | Lugar                  | Medalla            | Categoría          |
| 1988                | Katmandú ()            | Medalla de bronce  | –47 kg             |
| 1990                | Taipéi ( Taiwán)       | Medalla de bronce  | –43 kg             |
| 1992                | Kuala Lumpur (Malasia) | Medalla de bronce  | –43 kg             |